# Diego Brito
Diego Andrés Brito Rojas (Quito, 1971 - Ibidem., 12 de abril de 2020) fue un gestor cultural, músico, productor y director de rock ecuatoriano, precursor del rock en Ecuador y conocido bajista de la banda de heavy metal, Resistencia. Destacó por ser el principal gestor del Festival de la Concha Acústica de Quito por más de tres décadas.

## Primeros años
Nació alrededor del año 1971, en la ciudad de Quito, Ecuador. A inicios de los años ochenta, tuvo su acercamiento a la música, en las calles Cusubamba y Penipe del barrio Santa Rita.

## Carrera
Como gestor cultural de la música rock, Brito fundó la corporación cultural Al Sur del Cielo, colectivo del cual fue director. Impulsó varios proyectos vinculados a la música rock, así como espacios para la música heavy metal, además de conformar en 2004 su propia banda con este género, Resistencia, de la que fue bajista, compositor, letrista y cantante de apoyo, luego de pasar por otras agrupaciones. Con su banda publicó los discos En las Venas, Seguimos Peleando, Sin Tregua y Resistencia, con temas como Hijos del sol recto.
Desde 1987, produjo 32 ediciones ininterrumpidas del Festival de la Concha Acústica de La Villaflora, en la ciudad de Quito, que se celebra cada 31 de diciembre desde 1972, con un aproximado de 150 bandas nacionales durante el periodo que organizó Brito. Bajo la organización de su corporación cultural, organizó conciertos con bandas argentinas de heavy metal como Almafuerte en 2008 y Malón en 2012, así como proyectos que han mantenido vigencia desde su creación, como la Semana del Rock Ecuatoriano, Rock Sinfónico, Antología del Rock Ecuatoriano y Rock en Vivo, serie de conciertos de rock realizados durante 10 años en el Teatro México.
En agosto de 2018, hizo un ensamble con su banda musical Resistencia y la Orquesta Sinfónica Nacional del Ecuador, en el Parque de las Diversidades, cerca del memorial dedicado a los caídos en el incendio de la discoteca Factory, donde Brito realizó un mural que diseñó en memoria de los 19 fallecidos en la tragedia.

## Fallecimiento
En la mañana del 12 de abril de 2020, mientras Brito se encontraba en su casa al sur de Quito, bajo un tratamiento por la presencia de un virus que afectó su salud durante tres días atrás y manteniendo el aislamiento por la crisis sanitaria en Ecuador, debido a la pandemia causada por el COVID-19, tuvo una conversación con su amigo y compañero de trabajo del colectivo Al Sur del Cielo, el periodista Pablo Rodríguez. Más tarde, al mediodía, Brito habría sufrido un paro cardíaco, muriendo a la edad de 49 años.